# Bruno Engelmeier
Bruno Engelmeier (* 5. September 1927 in Wien, Österreich; † 2. Juli 1991) war ein österreichischer Fußballspieler und Fußballtrainer.

## Vereinskarriere
Die sportliche Karriere des Tormannes Engelmeier begann während der Kriegsjahre beim SC Rapid Oberlaa. Im Jahr 1943 debütierte er in der Kampfmannschaft, nachdem der bisherige Stammtormann Josef Hruby zum Wiener AC wechselte. Mit den Favoritnern konnte er 1944 die zweitklassige 1. Klasse Wien A gewinnen, der Verein scheiterte aber in der Aufstíegs-Playoff am SK Admira Wien. Im Jahr 1945 spielte Engelmeier einige Monate für den SKV Feuerwehr Wien, kehrte jedoch nach Kriegsende zu seinem Stammverein zurück, der nun in die höchste Spielklasse eingereiht war. Schon in seinem ersten Erstligaspiel musste der Tormann sieben Treffer des Wiener Sport-Club zulassen und auch in weiterer Folge erwiesen sich die Oberlaaer nicht als erstligatauglich und beendeten die Saison mit vier Punkten auf einem Abstiegsrang. Der junge athletische Tormann war jedoch den größeren Vereinen aufgefallen und wurde schließlich 1946 vom First Vienna FC verpflichtet.
Bei den Döblingern hatte Engelmeier auf Anhieb einen Stammplatz im Tor, wo er den bereits in die Jahre gekommenen ehemaligen Nationalspieler Rudolf Raftl ersetzte. Die Vienna konnte die Saison auf dem dritten Platz beenden und war in den folgenden Jahren jeweils im Mittelfeld der Tabelle zu finden, ehe 1952 wieder Platz drei erreicht wurde. Nach Ablauf dieser Saison verpflichteten die Blau-Gelben mit Kurt Schmied einen zweiten Toptormann und die folgenden Jahre waren geprägt von einem Zweikampf um die Stammposition, in dem die beiden Konkurrenten einander zunächst regelmäßig ablösten. Schließlich konnte Schmied sich den Startplatz sichern und Engelmeier wurde im Frühjahr 1954 an den FC Wien verliehen. Ein weiteres Engagement scheiterte jedoch und Engelmeier kehrte nach Döbling zurück, wo er als Ersatzmann in der Meistersaison 1954/55 zu keinem Meisterschaftseinsatz kam. Danach konnte sich Engelmeier wieder einen Stammplatz sichern, ehe in der Saison 1957/58 wieder Schmied auf die größere Anzahl von Einsätzen kam. Im Anschluss verließ Engelmeier den Verein und war noch drei Jahre für den 1. Simmeringer SC tätig, ehe er seine aktive Karriere beendete.

## Nationalmannschaft
Engelmeier debütierte in der Nationalmannschaft im September 1949 bei einem 3:1-Sieg gegen die Tschechoslowakei. Trotz guter Vereinsleistungen stand er im Team lange Zeit im Schatten des Rapidtormanns Walter Zeman und seines Vereinskollegen Kurt Schmied, sodass er erst im Jahr 1955 wieder zu einem Startplatz in der Nationalauswahl kam, als er gegen Wales zum Held von Wrexham avancierte. Im Jahr 1956 spielte er regelmäßig, darunter auch bei einem 1:1 gegen Schottland in Glasgow. Bei der Fußball-Weltmeisterschaft 1958 gehörte Engelmeier dem Kader an, war jedoch einer von vier Spielern, die auf Abruf in Österreich blieben, während Schmied und Rudolf Szanwald in Schweden zum Einsatz kamen. Sein zehntes und letztes Spiel für Österreich bestritt er im November dieses Jahres in Berlin bei einem 2:2 gegen Deutschland.

## Trainerkarriere
Nach Ende seiner aktiven Karriere schlug Engelmeier die Trainerlaufbahn ein und führte 1962 den Werksverein FC Philips Wien in die drittklassige Wiener Liga. Von 1962 bis 1964 war er Trainer der Vienna, wo er einen Umbau der Mannschaft einleitete und in diesem Zeitraum zwei achte Plätze erreichte. Danach war er ehrenamtlich für den ÖFB tätig, wo er das Juniorenteam betreute und als Talentesucher agierte. In der Saison 1965/66 war er auch als Trainer seines Stammklubs Rapid Oberlaa tätig.
Schon als aktiver Spieler war Engelmeier als Beamter bei der Gemeinde Wien angestellt, wo er für den Fahrpark verantwortlich war. Er wurde am Friedhof Oberlaa bestattet.

## Erfolge
- 1 × Österreichischer Meister: 1955
- 1 × Wiener Cup-Finalist: 1949
- 10 Spiele für die österreichische Nationalmannschaft